# Szoftverfejlesztés
A szoftverfejlesztés mérnöki megközelítést alkalmaz. A gyakorló szakember, a szoftverfejlesztő a mérnöki tervezési folyamatot alkalmazza szoftverek fejlesztésére.
A programozó és kódoló kifejezések átfedik a szoftverfejlesztő fogalmát, de ezek csak a tipikus szoftvermérnöki munkaterhelés építési aspektusát jelzik.
A szoftverfejlesztő alkalmazza a szoftverfejlesztés folyamatát, amely magában foglalja a szoftverrendszerek meghatározását, megvalósítását, tesztelését, kezelését és karbantartását, valamint magának a szoftverfejlesztés folyamatának fejlesztését is.

## Története
Az 1960-as évektől kezdve a szoftverfejlesztést külön mérnöki szakterületként ismerték el.
A szoftverfejlesztés fejlődését küzdelemnek tekintették. Nehéz volt lépést tartani a hardverrel, ami sok problémát okoz a szoftverfejlesztőknek. A problémák között szerepelt olyan szoftver, amely túllépte a költségvetést, túllépte a határidőt, kiterjedt hibakeresést és karbantartást igényel, és sikertelenül elégítette ki a fogyasztók igényeit, vagy nem is készült el.
1968-ban a NATO megtartotta az első Szoftverfejlesztési konferenciát, ahol a szoftverekkel kapcsolatos problémák kerültek előtérbe: irányelveket és legjobb gyakorlatokat dolgoztak ki a szoftverfejlesztéshez.
A szoftverfejlesztő kifejezés eredetét különböző forrásokhoz kötik. A kifejezés először megjelent az "Computers and Automation" 1965. júniusi számában, egy vállalatok által kínált szolgáltatások listájában, és formálisan többek között az ACM elnökének, Anthony A. Oettinger, 1966. augusztusi levelében is felbukkant az ACM (Volume 9, szám 8) "levél az ACM tagjaihoz" című folyóiratban. Ehhez társul egy 1968-as NATO-konferencia címe is, amelyet Friedrich L. Bauer professzor tartott. Margaret Hamilton leírta a "szoftverfejlesztés" fegyelmét az Apollo-küldetések során, hogy legitimitást adjon annak, amit csinálnak. Akkoriban „ szoftverválságnak ” számítottak. A 40. Nemzetközi Szoftvermérnökségi Konferencia (ICSE 2018) Frederick Brooks és Margaret Hamilton plenáris ülésein ünnepli a „Szoftvermérnökség” 50. évfordulóját.
1984-ben, a Software Engineering Institute (SEI) szövetségi finanszírozású kutatási és fejlesztési központként jött létre, amelynek központja a Carnegie Mellon Egyetem campusán található, Pittsburgh-ben (Pennsylvania, Egyesült Államok). Watts Humphrey megalapította a SEI Software Process Programot, amelynek célja a szoftvermérnökségii folyamat megértése és menedzselése.. A bevezetett Process Maturity Levels lett a Capability Maturity Model Integration for Development(CMMI-DEV), amely meghatározta, hogy az Egyesült Államok kormánya hogyan értékeli a szoftverfejlesztő csapat képességeit.
A szoftverfejlesztési területen a modern, általánosan elfogadott legjobb gyakorlatokat az  ISO/IEC JTC 1/SC 7 alkalmazottként gyűjtötte össze, és a Szoftverfejlesztési Tudástár (SWEBOK) néven publikálták. A szoftverfejlesztést az egyik fő számítástechnikai tudományágnak tekintik.

## Terminológia

### Meghatározás
A szoftverfejlesztés figyelemre méltó definíciói a következők:
- "A tudományos és technológiai ismeretek, módszerek és tapasztalatok szisztematikus alkalmazása szoftverek tervezésére, megvalósítására, tesztelésére és dokumentálására" – The Bureau of Labor Statistics – IEEE Systems and Software Engineering – Vocabulary[18]
- "Szisztematikus, fegyelmezett, számszerűsíthető megközelítés alkalmazása a szoftver fejlesztésére, üzemeltetésére és karbantartására" – IEEE Standard Glossary of Software Engineering Terminology[19]
- "egy mérnöki tudományág, amely a szoftvergyártás minden aspektusával foglalkozik" – Ian Sommerville [20]
- „megbízható és valódi gépeken hatékonyan működő szoftverek gazdaságos beszerzése érdekében megalapozott tervezési elvek kialakítása és alkalmazása” – Fritz Bauer[21]
- "a számítástechnika egyik ága, amely összetett számítógépes programok tervezésével, megvalósításával és karbantartásával foglalkozik" – Merriam-Webster[22]
- " ” nemcsak a kód írását foglalja magában, hanem az összes olyan eszközt és folyamatot, amelyet a szervezet a kód felépítésére és karbantartására használ. [...] A szoftverfejlesztést úgy is felfoghatjuk, mint „idővel integrált programozást”. '  – Szoftverfejlesztés a Google-nál[23]

A kifejezést kevésbé formálisan is használták:
- mint informális kortárs kifejezés a tevékenységek széles körére, amelyeket korábban számítógépes programozásnak és rendszerelemzésnek neveztek;[24]
- mint a számítógép-programozás gyakorlatának minden aspektusára vonatkozó tág fogalom, szemben a számítógép-programozás elméletével, amelyet formálisan a számítástechnika egyik altudományaként tanulmányoznak;[25]
- mint a számítógépes programozás egy sajátos megközelítésének támogatását testesítő kifejezés, amely azt sürgeti, hogy mérnöki tudományágként kezeljék, nem pedig művészetként vagy mesterségként, és támogatja az ajánlott gyakorlatok kodifikációját .[26]

### Etimológia
Margaret Hamilton a "szoftverfejlesztő" kifejezést népszerűsítette munkája során az Apollo program-ban. A "mérnök" kifejezést azért használták, hogy elismerjék, hogy a munkát ugyanolyan komolyan kell venni, mint más hozzájárulásokat a technológia fejlődéséhez. Hamilton részletezi a kifejezés használatát:
Amikor először kitaláltam a kifejezést, még senki sem hallott róla, legalábbis a mi világunkban. Ez egy folyamatos vicc volt sokáig. Szerettek viccelni a radikális elképzeléseimmel. Emlékezetes nap volt, amikor az egyik legelismertebb hardverguru mindenkinek elmagyarázta egy értekezleten, hogy egyetért velem abban, hogy a szoftverkészítés folyamatát is mérnöki tudományágnak kell tekinteni, akárcsak a hardvereknél. Nem azért, mert önmagában elfogadta az új "kifejezést", hanem azért, mert kiérdemeltük az ő és a többiek elfogadását a teremben, mint egy saját jogán mérnöki területet..

### Alkalmasság
Egyes kommentátorok élesen eltérően vélekednek a szoftvermérnökség meghatározásáról vagy annak legitimitásáról, mint mérnöki diszciplína. David Parnas azt mondta, hogy a szoftvermérnökség valójában a mérnöki munka egyik formája. Steve McConnell szerint nem az, de annak kellene lennie. Donald Knuth szerint a programozás művészet és tudomány is. Edsger W. Dijkstra azt állította, hogy az Egyesült Államokban félreértelmezték a szoftvermérnökség és a szoftvermérnök kifejezéseket.

## Feladatok

### Követelményelemzés
A követelmények tervezése a szoftverkövetelmények előhívásáról, elemzéséről, specifikációjáról és érvényesítéséről szól. A szoftverkövetelmények lehetnek funkcionálisak, nem funkcionálisak vagy tartományiak.
A funkcionális követelmények az elvárt viselkedéseket írják le (pl. kimenetek). A nem funkcionális követelmények olyan kérdéseket határoznak meg, mint a hordozhatóság, biztonság, karbantarthatóság, megbízhatóság, skálázhatóság, teljesítmény, újrafelhasználhatóság és rugalmasság. Ezek a következő típusokba sorolhatók: interfész korlátozások, teljesítmény korlátozások (például válaszidő, biztonság, tárolókapacitás stb.), működési korlátozások, életciklus korlátozások (karbantarthatóság, hordozhatóság stb.), és gazdasági korlátozások. A nem funkcionális követelmények meghatározásához ismerni kell a rendszer vagy a szoftver működését. A tartomány követelmények egy adott kategória vagy projekt tartományának sajátosságaival foglalkoznak.

### Tervezés
A szoftvertervezés a szoftver magas szintű tervezési folyamatát jelenti. A tervezés gyakran szintekre osztható:
- Az interfész tervezése megtervezi a rendszer és környezete közötti interakciót, valamint a rendszer belső működését
- Az építészeti tervezés megtervezi a rendszer fő összetevőit; beleértve a felelősségeiket, tulajdonságaikat és a köztük lévő interfészeket.
- Részletes tervezési tervek belső elemek; beleértve tulajdonságaikat, kapcsolataikat, algoritmusaikat és adatszerkezeteiket .[34]

### Készítés
A szoftverkészítés jellemzően programozást (más néven kódolást), egység tesztet, integrációs tesztelést és hibakeresést foglal magában a tervezés megvalósítása érdekében. A „szoftvertesztelés kapcsolódik a hibakereséshez, de különbözik tőle” Ebben a fázisban a tesztelést általában a programozó végzi, azzal a céllal, hogy ellenőrizze, hogy a kód a terveknek megfelelően működik-e, és hogy megállapítsa, mikor kész a kód a következő szintű tesztelésre. </link>

### Tesztelés
A szoftvertesztelés egy empirikus, technikai vizsgálat, amelynek célja, hogy információt nyújtson az érdekelt felek számára a tesztelt szoftver minőségéről.
Ha külön tárgyaljuk a készítéstől, a tesztelést jellemzően tesztfejlesztők vagy minőségbiztosítási szakemberek végzik, nem pedig azok a programozók, akik írták a kódot. A tesztelés rendszerszinten történik, és a szoftver minőségének egyik aspektusának tekinthető.

### Programelemzés
A programelemzés a számítógépes programok elemzési folyamata, figyelembe véve olyan szempontokat, mint a teljesítmény, a robusztusság és a biztonság.

### Karbantartás
A szoftverkarbantartás a szoftver támogatását jelenti a kiadás után. Ez magában foglalhatja, de nem korlátozódik a következőkre:  hibajavítás, optimalizálás, a fel nem használt és eldobott funkciók törlése, valamint a meglévő funkciók javítása.
Általában a karbantartás a projekt költségeinek körülbelül 40-80%-át teszi ki, ezért a karbantartásra való fókuszálás csökkentheti a fejlesztési költségeket.

## Oktatás
A számítógép-programozás ismerete előfeltétele a szoftverfejlesztővé válásnak. 2004-ben az IEEE Computer Society elkészítette a SWEBOK-ot, amely ISO/IEC Technical Report 1979:2005 néven jelent meg, és leírja azt az ismeretanyagot, amelyet négyéves tapasztalattal rendelkező, diplomás szoftvermérnököknek ajánlanak. Sok szoftverfejlesztő egyetemi diploma megszerzésével vagy szakképző iskolában végzett képzéssel lép be a szakmába. Az IEEE Computer Society és a Association for Computing Machinery Számítástechnikai Tantervek Közös Munkacsoportja egy szabványos nemzetközi tantervet határozott meg az egyetemi szoftverfejlesztői diplomák számára, és 2014-ben frissítették. Számos egyetem kínál szoftvermérnök szakokat; 2010-ben az Egyesült Államokban 244 egyetemi Szoftverfejlesztő alapképzés, 70 online program, 230 mesterképzés, 41 doktori képzés és 69 tanúsítványprogram volt elérhető.
Az egyetemi képzések mellett sok vállalat gyakornoki programokat is támogat azon diákok számára, akik informatikai karriert szeretnének folytatni. Ezek a gyakornoki programok valódi, érdekes feladatokkal ismertetik meg a diákokat, amelyekkel a szoftverfejlesztők nap mint nap találkoznak. Hasonló tapasztalatokat lehet szerezni a szoftverfejlesztő katonai szolgálat során is.

### Szoftverfejlesztő szakok
A mai szakemberek fele informatikai tudományok, információs rendszerek vagy informatikai technológia területen szerzett diplomával rendelkezik.[forrás?]
Egyre több szakember rendelkezik szoftvermérnöki diplomával. 1987-ben, a Department of Computing Imperial College London-nál bemutatta az első hároméves szoftvermérnökséget Bachelor's degree az Egyesült királyságban és a világon; a következő évben a Sheffieldi Egyetem hasonló programot hozott létre. 1996-ban, a Rochester Institute of Technology létrehozta az első szoftvermérnök alapképzési programot az Egyesült Államokban, azonban nem kapott ABET-akkreditációt 2003-ig a Rice Egyetemhez, a Clarkson Egyetemhez, a Milwaukee-i Mérnökiskolához és a Mississippi Állami Egyetemhez hasonlóan. 1997-ben az indiai Coimbatore-ban található PSG College of Technology volt az első, amely ötéves integrált mesterképzést indított szoftvermérnöki területen.[forrás?]
Azóta sok egyetemen bevezették a szoftvermérnöki alapképzést. Egy standard nemzetközi tanterv az alapképzésben tanuló szoftvermérnök hallgatók számára is létezik az SE2004-et, az Association for Computing Machinery és az IEEE Computer Society finanszírozásával. 2004-ben az Egyesült Államokban mintegy 50 egyetem kínált szoftvermérnöki diplomát, amely számítástechnikai és mérnöki alapelveket és gyakorlatokat egyaránt tanított. Az első szoftvermérnöki mesterképzés-t a Seattle-i Egyetem-en alapították 1979-ben. Azóta több egyetemen is elérhetővé váltak a diplomás szoftvermérnöki képzések. Hasonlóképpen Kanadában, a Kanadai Professzionális Mérnökök Tanácsának Kanadai Mérnöki Akkreditációs Tanácsa (CEAB) számos szoftvermérnöki programot elismert.
1998-ban az Amerikai Haditengerészeti Posztgraduális Iskola (NPS) hozta létre a világ első szoftvermérnöki doktori programját. [forrás szükséges] Emellett számos online haladó szoftvermérnöki diploma jelent meg, például a California State University, Fullerton Informatikai és Fejlesztő Tanszékén keresztül kínált Mesterképzés Szoftverfejlesztői Tudományokban (MSE). Steve McConnell úgy véli, hogy mivel a legtöbb egyetem inkább informatikát tanít, mint szoftverfejlesztőséget, hiány van az igazi szoftverfejlesztőkből. Az IEEE megbízta az ETS (École de technologie supérieure) Egyetemet és az UQAM (Université du Québec à Montréal) Egyetemet a Szoftverfejlesztői Tudáskör (SWEBOK) kidolgozásával, amely egy ISO szabvánnyá vált, és leírja a szoftverfejlesztő által ismert tudástartományt.

## Szakma
Különböző országokban világszerte eltérőek a szakmai szoftvermérnökök engedélyezésére vagy tanúsítására vonatkozó jogi követelmények. Egyes területeken, például az Egyesült Királyságban, nincs jogszabályi követelmény vagy engedélyezés a Szoftvermérnök foglalkozási cím használatához. Kanadában bizonyos területeken, például Albertában, Brit Columbia-ban, Ontario-ban, És Quebec-ben a szoftvermérnökök viselhetik a Professional Engineer (P.Eng) és/vagy az Information Systems Professional (I.S.P.) címeket. Európában a Szoftvermérnökök szerezhetik meg az Európai Mérnök (EUR ING) szakmai címet. A Szoftvermérnökök szakmai minősítést is szerezhetnek Chartered Engineer néven a British Computer Society-n keresztül.
Az Egyesült Államokban az NCEES 2013-ban kezdte el kínálni a Szoftvermérnök számára a Szakmai Mérnök vizsgát, lehetővé téve ezzel a Szoftvermérnökök licenszelve és elismertté válását. Az NCEES részvétel hiánya miatt 2019 áprilisa után befejezte a vizsgát. A kötelező engedélyezésről jelenleg még mindig nagy vita folyik, és ellentmondásosnak tartják.
Az IEEE Computer Society és az ACM, a két fő, az Egyesült Államokban működő szoftvermérnöki szakmai szervezet kiadványokat jelentet meg a szoftvermérnöki szakma számára. Az IEEE Guide to the Software Engineering Body of Knowledge – 2004 Version, vagy SWEBOK, meghatározza a területet, és leírja, hogy az IEEE milyen ismereteket vár el egy gyakorló szoftvermérnöktől. A legújabb SWEBOK v3 egy frissített verzió, és 2014-ben adták ki. Az IEEE továbbá terjeszti a "Szoftvermérnöki etikai kódexet" is.

### Foglalkoztatás
A 2022-es becslések szerint világszerte mintegy 26,9 millió szakmai szoftvermérnök van, ami növekedést jelent a 2016-os 21 millióhoz képest.
Sok szoftvermérnök alkalmazottként vagy alvállalkozóként dolgozik. A szoftvermérnökök vállalatokkal, kormányügynökségekkel (polgári vagy katonai), valamint nonprofit szervezetekkel együttműködnek. Néhány szoftvermérnök szabadúszóként dolgozik saját maga számára. Néhány szervezet szakembereket alkalmaz minden feladatra a szoftverfejlesztési folyamatban. Más szervezetek azt követelik, hogy a szoftvermérnökök sok vagy mindegyik feladatot végezzenek. Nagy projektekben az emberek gyakran csak egy szerepre specializálódnak. Kis projektekben az emberek gyakran egyszerre több vagy minden szerepet betöltik. Sok cég gyakornokokat alkalmaz, gyakran egyetemi vagy főiskolai hallgatókat a nyári szünetben, vagy külső gyakorlatra. A szakmai specializációk közé tartoznak az elemzők, építészek, fejlesztők, tesztelők, műszaki támogatás, middleware elemzők, projektmenedzserek, szoftvertermékmenedzserek, oktatók és kutatók.
Jelenleg a szoftvermérnökök és programozók általában heti 40 órát dolgoznak, de a 2008-as adatok szerint a szoftvermérnökök mintegy 15 százaléka és a programozók mintegy 11 százaléka dolgozott hetente több mint 50 órát. Lehetséges sérülések előfordulása ezekben a foglalkozásokban lehetséges, mivel más munkavállalókhoz hasonlóan, akik hosszú időt töltenek ülve egy számítógép előtt és gépelnek a billentyűzeten, a mérnökök és programozók hajlamosak lehetnek szemfáradtságra, hátfájásra, valamint kéz- és csuklóproblémákra, például karpálisám-szindróma.

#### Egyesült Államok
Az Amerikai Munkaügyi Statisztikai Hivatal (BLS) 2018-ban 1 365 500 szoftverfejlesztőt regisztrált munkahelyeken az Egyesült Államokban. Mivel a szoftvermérnöki tanulmányok viszonylag új területnek számítanak, a formális oktatást gyakran részeként tanítják a számítástechnika szakirányú tananyagának, és sok szoftvermérnök számítástechnika szakos diplomával rendelkezik. A BLS becslése szerint 2014-től 2024-ig a számítógépes szoftvermérnöki terület 17%-kal nőne. Ez kevesebb, mint a BLS 2012-től 2022-ig tartó becslése, amely 22%-os növekedést jósolt a szoftvermérnöki területen. Továbbá ez kevesebb, mint a 2010-től 2020-ig tartó BLS 30%-os becslése. Ennek a trendnek köszönhetően az állások növekedése nem lesz olyan gyors, mint az elmúlt évtizedben, mivel az Egyesült Államokban a számítógépes szoftvermérnökökre vonatkozó állásokat inkább olyan országok számára outsourcelik, mint India és más külföldi országok. Emellett az Egyesült Államok Munkaügyi Statisztikai Hivatala (BLS) Foglalkoztatási Kilátásai a Számítógépes Programozók számára a BLS szakmai kilátásai szerint 2016-tól 2026-ig -7%-os csökkenést jósol, majd további -9%-os csökkenést 2019-től 2029-ig, -10%-os csökkenést 2021-től 2031-ig, majd egy további -11%-os csökkenést 2022-től 2032-ig. Mivel a számítógépes programozást bárhonnan elvégezhetik a világon, a vállalatok néha olyan országokban alkalmaznak programozókat, ahol alacsonyabbak a bérek. Továbbá, az évek során a nők részvétele sok szoftverterületen csökkent a más mérnöki területekhez képest. Ráadásul további aggodalomra ad okot, hogy az Mesterséges Intelligencia legújabb fejlesztései hogyan befolyásolhatják a jövő generációk Szoftvermérnökökre irányuló keresletét.
Azonban ez a trend a jövőben megváltozhat vagy lassulhat, ahogy sok jelenlegi szoftvermérnök az amerikai piacon elhagyja a szakmát vagy kikerül a piacról a következő évtizedekben.

### Tanúsítvány
A Software Engineering Institute tanúsítványokat kínál bizonyos témákban, mint például a biztonság, a folyamatfejlesztés és a szoftverarchitektúra . Az IBM, a Microsoft és más vállalatok is támogatják saját tanúsítási vizsgálataikat. Sok IT- tanúsítási program meghatározott technológiákra irányul, és ezeket a technológiákat gyártók kezelik. Ezek a tanúsítási programok azokhoz az intézményekhez igazodnak, amelyek alkalmaznak embereket, akik ezeket a technológiákat használják.
Szélesebb körű szoftvermérnöki készségek általános tanúsítása elérhető különböző szakmai szervezetek által. 2006-ra vonatkozóan az IEEE több mint 575 szoftverszakértőt minősített tanúsított szoftverfejlesztő szakembernek. (CSDP). 2008-ban hozzáadtak egy bevezető szintű tanúsítást, a Certified Software Development Associate (CSDA) nevet viselőt. Az 1980-as évek elején az ACM-nek professzionális tanúsítási programja volt, </link>, amely érdeklődés hiánya miatt leállt. Az ACM és az IEEE Computer Society együtt vizsgálta a szoftvermérnökök szakmérnökké történő engedélyezésének lehetőségét a 90-es években, de végül úgy döntöttek, hogy az ilyen típusú engedélyezés nem megfelelő a szoftvermérnöki szakma ipari gyakorlatához. John C. Knight és Nancy G. Leveson kiegyensúlyozottabb elemzést nyújtott be az engedélyezési kérdésről 2002-ben.
Az Egyesült Királyságban a British Computer Society kifejlesztett egy jogilag elismert szakmai tanúsítványt Chartered IT Professional (CITP) néven, amely a teljes képesítéssel rendelkező tagok ( MBCS ) számára elérhető. A szoftvermérnökök jogosultak lehetnek a British Computer Society vagy Institute of Engineering and Technology tagságára, és így ezen intézmények bármelyikén keresztül jogosultak lehetnek a Chartered Engineer státusz megszerzésére. Kanadában a Canadian Information Processing Society jogilag elismert szakmai tanúsítványt fejlesztett ki Information Systems Professional (ISP) néven. A kanadai Ontarióban azok a szoftvermérnökök jogosultak engedélyre, akik a Kanadai Mérnöki Akkreditációs Tanács (CEAB) által akkreditált programban végeztek, sikeresen teljesítették a PEO ( Professzionális mérnökök Ontario ) szakmai gyakorlati vizsgáját (PPE) és legalább 48 hónapos elfogadható mérnöki tapasztalattal rendelkeznek. a Professional Engineers Ontario-n keresztül, és lehet Professional Engineers P.Eng. A PEO nem ismeri el az online vagy távoktatást, és nem tekinti az informatikai tudományi programokat egyenértékűnek a szoftvermérnöki programokkal, annak ellenére, hogy hatalmas az átfedés a kettő között. Ez vitákat váltott ki, és egy tanúsítványháborút indított el. Emellett a professzióhoz tartozó P.Eng tulajdonosok száma rendkívül alacsony. A területen dolgozó szakemberek túlnyomó többsége informatikai tudományokban szerzett diplomát, nem szoftvermérnöki diplomát. Mivel a nem szoftvermérnöki diplomával rendelkezők számára nehéz a tanúsítvány megszerzése, a legtöbben soha nem is próbálkoznak vele.

### A globalizáció hatása
Az outsourcing kezdeti hatása, valamint a fejlődő harmadik világ országaiban viszonylag alacsonyabb humánerőforrás-költségek az észak-amerikai és európai vállalatok szoftverfejlesztési tevékenységeinek tömeges áttelepüléséhez vezettek India és később Kína, Oroszország és más fejlődő országok felé. Ennek az állásnak vannak hiányosságai, főleg a távolság/időzóna különbség miatt, ami megakadályozza a humán interakciót az ügyfelek és a fejlesztők között, valamint a tömeges munkahelyátadás miatt. Ez negatív hatással volt a szoftvermérnöki szakma számos vonatkozására. A fejlett világban egyes tanulók például elkerülik a szoftverfejlesztéssel kapcsolatos oktatást, mert félnek az offshore outsourcing- tól (más országokból importálnak szoftvertermékeket vagy szolgáltatásokat), valamint attól, hogy külföldi vízummunkások kiszorítják őket. Bár a statisztikák jelenleg nem mutatnak veszélyt magát a szoftverfejlesztést; a kapcsolódó karrier, úgy tűnik, hogy a számítógépes programozás érintett. Mindazonáltal az offshore és közeli források intelligens kihasználásának képessége a napkövető munkafolyamat révén számos szervezet általános működési képességét javította. Amikor az észak-amerikaiak elhagyják a munkát, az ázsiaiak éppen dolgozni érkeznek. Amikor az ázsiaiak elhagyják a munkát, az európaiak érkeznek dolgozni. Ez folyamatos lehetőséget biztosít az üzletkritikus folyamatok emberi felügyeletére 24 órán át, túlórák nélkül vagy kulcsfontosságú emberi erőforrásokat megzavarva, alvási mintázatok nélkül.
A globális kiszervezésnek több előnye is van, azonban a globális - és általánosan elosztott - fejlesztés súlyos nehézségekbe ütközhet a fejlesztők közötti távolság miatt. Ennek oka az, hogy ezen távolság típusának kulcsfontosságú elemeit földrajzi, időbeli, kulturális és kommunikációs tényezők jelentik (ideértve a különböző nyelvek és dialektusok használatát az angol különböző helyszínein) Az elmúlt 15 évben kutatások folytak a globális szoftverfejlesztés területén, és széleskörű releváns munka jelent meg, amely rávilágít a komplex tevékenység előnyeire és problémáira. A szoftverfejlesztés más vonatkozásaihoz hasonlóan ezen és a kapcsolódó területeken is folyik a kutatás.

### Díjak
A szoftverfejlesztés területén különféle díjak vannak:
- Az ACM SIGSOFT Kiemelkedő Kutatási Díj olyan személyeknek választották ki, akik „ jelentős és tartós kutatási hozzájárulást tettek a szoftverfejlesztés elméletéhez vagy gyakorlatához ”.[59]
- További ACM SIGSOFT díjak.[60]
- A Codie-díj, a Szoftver- és Információipari Szövetség által évente kiadott díj a szoftveripar szoftverfejlesztésében nyújtott kiválóságért.
- Harlan Mills-díj az információs tudományok elméletéhez és gyakorlatához nyújtott, a szoftverfejlesztésre összpontosító hozzájárulásáért.
- Az ICSE legbefolyásosabb papírjainak díja.[61]
- Jolt Award, szintén a szoftveripar számára.
- Stevens-díj Wayne Stevens emlékére.

## Kritika
Néhányan a licenszelve, tanúsítva és kódifikált tudástartalmakat hívják segítségül, hogy elterjesszék a mérnöki tudást és éretté tegyék a területet.
Néhányan azt állítják, hogy a szoftvermérnöki fogalom olyannyira új, hogy ritkán értik meg, és széles körben félreértelmezik, ideértve a szoftvermérnöki tankönyveket, cikkeket és a programozók és szakemberek közösségeit is.
Néhányan azt állítják, hogy a szoftvermérnöki legfőbb problémája az, hogy megközelítései nem eléggé empirikusak, mivel a megközelítések valós világban történő validálása általában hiányzik vagy nagyon korlátozott, így a szoftvermérnöki gyakran úgy értelmeződik, mint amely csak egy "elméleti környezetben" lehetséges.
Edsger Dijkstra, a mai szoftverfejlesztés számos fogalmának megalkotója, Edsger Dijkstra, egészen haláláig, 2002-ig elutasította a "szoftvermérnöki" fogalmat, azzal érvelve, hogy ezek a kifejezések rossz analógiák az általa a számítástechnika "radikális újdonságának" nevezett kifejezésekkel kapcsolatban:

## Fordítás
Ez a szócikk részben vagy egészben  a   Software engineering című angol Wikipédia-szócikk ezen változatának fordításán alapul.  Az eredeti cikk szerkesztőit annak laptörténete sorolja fel. Ez a jelzés csupán a megfogalmazás eredetét és a szerzői jogokat jelzi, nem szolgál a cikkben szereplő információk forrásmegjelöléseként.